# 秦从德
秦从德（?—?），元朝大臣，洛阳人，元惠宗时中书参知政事。
至正四年（1344年），由江南行台治书侍御史转任江浙行省参知政事，提调海运。至正五年（1345年），受命和大都路达鲁花赤拔实宣抚江南、湖广道。至正九年（1349年），升任中书省参知政事，出为燕南廉访使。至正十二年（1352年），转任江南行省左丞。